# Franjo Džidić
Franjo Džidić (Mostar, Yugoslavia; 25 de octubre de 1939 – Mostar, Bosnia y Herzegovina; 4 de enero de 2025) fue un futbolista y entrenador de fútbol bosnioherzegovino que jugó en la posición de defensa central.
Pasó a la historia como el hombre que primero llevó la corona de campeón estatal a la ciudad del Neretva. El éxito es aún mayor porque el título del campeonato se ganó en 2005, cuando el HŠK Zrinjski celebró su centésimo año de existencia.

### Carrera como jugador
Comenzó a jugar al fútbol en 1955. Su padre era minero y vivían en una colonia minera junto al patio de recreo de Vélez en aquella época (el actual "Staro Veležovo" o "Antiguo Patio de Juegos", un barrio de la ciudad de Mostar), por lo que empezó a entrenar en la escuela de fútbol de Vélez. En ese tiempo y en ese momento solo había juveniles y jugó en esa selección juvenil hasta 1958.
En 1958 tuvo lugar su primera aparición en el primer equipo de Vélez y fue el primer juvenil de su generación en jugar en el primer equipo. La columna vertebral de Velež en ese momento eran: Barbarić, Dilberović, Radiljević, Handžić, Zelenika y Mujić. Esa fue una gran generación futbolística, pero como Vélez era un equipo provincial, era difícil crear un ambiente futbolístico estable. El mayor éxito de su generación se produjo en 1966, cuando compartió el segundo y tercer puesto con el Dinamo Zagreb, mientras que el campeón nacional fue el FK Vojvodina de Novi Sad.
Jugó en Velež hasta 1969 y luego se fue al Borac de Čapljina, donde permaneció tres temporadas. En ese momento recibió algunas ofertas para ir al extranjero, pero aún así permaneció en Mostar, donde siguió hasta el final de su carrera como jugador. El NK Borac Čapljina pasa entonces a la segunda liga, que fue un gran éxito.
Jugó en Borac hasta 1972, cuando recibió una invitación de la dirección del entonces Mladosta Lištica para jugar y ser entrenador al mismo tiempo. Jugó en el Mladost y al mismo tiempo lo entrenó durante dos temporadas. En el primer año ingresaron a la liga de la república desde la regional, y también se clasificaron para la Segunda Liga - Oeste, pero eso fue un bocado demasiado grande para ese ambiente. La ganancia para la ciudad en ese momento fue el césped creado en Pecara, que todavía existe hoy en Široki Brijeg.

## Carrera

### Jugador
| Periodo   | Club            |
| --------- | --------------- |
| 1958-1969 | FK Velež Mostar |
| 1969-1972 | Borac Čapljina  |
| 1972-1974 | Mladost Lištica |

### Entrenador
| Periodo   | Club                                 |
| --------- | ------------------------------------ |
| 1972–1974 | Mladost Lištica (jugador-entrenador) |
| 1975–1976 | FK Lokomotiva Mostar                 |
| 1976–1977 | Borac Čapljina                       |
| 1984–1988 | FK Leotar                            |
| 1988–1990 | NK Iskra Bugojno                     |
| 1990–1992 | FK Velež Mostar                      |
| 1992      | HNK Šibenik                          |
| 1993      | NK Samobor                           |
| 1996–1997 | NK Široki Brijeg                     |
| 1997–1998 | Zrinjski Mostar                      |
| 2003      | Zrinjski Mostar                      |
| 2004–2005 | Zrinjski Mostar                      |

## Logros
- Primera Liga de Bosnia y Herzegovina (1): 2004/05
- Primera Liga de Herzeg-Bosnia (1): 1997/98